# 诸氏盐商住宅
诸姓盐商住宅位于扬州市广陵区国庆路342-346号（北段东侧巷内）。为清初扬州盐商诸青山、诸坤山兄弟住宅，坐北朝南，占地1亩余。大厅内竹雕罩格颇为精美。诸姓盐商住宅列为扬州市文物保护单位。